# J3 League 2022
Die J3 League 2022 war die neunte Spielzeit der dritthöchsten Fußball-Spielklasse der japanischen J.League. Die Saison begann mit dem ersten Spieltag am 12. März 2022 und endete mit dem 34. Spieltag am 20. November 2022. Meister ist der Verein Iwaki FC, dem damit als Aufsteiger der Japan Football League 2021 und in seiner Premierensaison im japanischen Profifußball der Durchmarsch in die J2 League gelang.
Die Spielzeit 2022 war die letzte J3-League-Saison ohne Absteiger, ab 2023 ist ein Abstieg von der J3 League in die Japan Football League möglich.

## Modus
Die 18 Mannschaften der J3 League spielen ihren Meister in einem Doppelrundenturnier im Kalenderjahr aus, wobei jedes Team in einem Hin- und Rückspiel gegeneinander antritt, sodass jede Mannschaft am Saisonende 34 Spiele absolviert hat. Die ersten beiden Mannschaften steigen in die J2 League auf. Wie in den vergangenen Jahren steigen auch in diesem Jahr keine Vereine in die untergeordnete Japan Football League ab.
Ermittelt wird die Tabelle anhand der folgenden Kriterien:
1. Anzahl der erzielten Punkte
2. Tordifferenz
3. Erzielte Tore
4. Ergebnisse der Spiele untereinander
5. Fairplay-Wertung
6. Los

## Mannschaften
Im Vergleich zur Vorsaison hat sich die Anzahl der teilnehmenden Mannschaften von 15 auf 18 erhöht. Zum einen stiegen Roasso Kumamoto und Iwate Grulla Morioka als die beiden bestplatzierten Mannschaften der J3 League 2021 auf. Da es aufgrund der besonderen Umstände durch die COVID-19-Pandemie in der Saison 2020 keine Absteiger gab, entschied die J.League, dass in der Saison 2021 vier Mannschaften von der J2 League in die J3 League absteigen und so die Ligastärke in der J2 League konstant bei 22 Mannschaften bleibt. Vom Abstieg in die J3 League betroffen waren der SC Sagamihara, Ehime FC, Giravanz Kitakyūshū und Matsumoto Yamaga. Zuletzt stieg mit Iwaki FC ein Verein aus der Japan Football League 2021 in die J3 League auf.
| Team                | Stadt                | Heimstadion                             |
| ------------------- | -------------------- | --------------------------------------- |
| Vanraure Hachinohe  | Hachinohe, Aomori    | Prifoods Stadium                        |
| Fukushima United FC | Fukushima, Fukushima | Toho Stadium                            |
| Iwaki FC            | Iwaki, Fukushima     | J-Village Stadium                       |
| YSCC Yokohama       | Yokohama, Kanagawa   | NHK Spring Mitsuzawa Football Stadium   |
| SC Sagamihara       | Sagamihara, Kanagawa | Sagamihara Gion Stadium                 |
| AC Nagano Parceiro  | Nagano, Nagano       | Nagano U Stadium                        |
| Matsumoto Yamaga    | Matsumoto, Nagano    | Sunpro Alwin Stadium                    |
| Kataller Toyama     | Toyama, Toyama       | Toyama Athletic Recreation Park Stadium |
| Fujieda MYFC        | Fujieda, Shizuoka    | Fujieda Soccer Stadium                  |
| Azul Claro Numazu   | Numazu, Shizuoka     | Ashitaka Athletic Stadium               |
| FC Gifu             | Gifu, Gifu           | Nagaragawa Stadium                      |
| Gainare Tottori     | Tottori, Tottori     | Axis Bird Stadium                       |
| Kamatamare Sanuki   | Takamatsu, Kagawa    | Pikara Stadium                          |
| FC Imabari          | Imabari, Ehime       | Arigato Service Dream Stadium           |
| Ehime FC            | Matsuyama, Ehime     | Ningineer Stadium                       |
| Giravanz Kitakyūshū | Kitakyūshū, Fukuoka  | Mikuni World Stadium Kitakyūshū         |
| Tegevajaro Miyazaki | Miyazaki, Miyazaki   | Unilever Stadium Shintomi               |
| Kagoshima United FC | Kagoshima, Kagoshima | Shiranami Stadium                       |

## Trainer
| Verein              | Cheftrainer                           |
| ------------------- | ------------------------------------- |
| Vanraure Hachinohe  | Masahiro Kuzuno → Ryo Shigaki         |
| Fukushima United FC | Toshihiro Hattori                     |
| Iwaki FC            | Hiromasa Suguri                       |
| YSCC Yokohama       | Kenji Nakada → Kei Hoshikawa          |
| SC Sagamihara       | Takuya Takagi → Norihiro Satsukawa    |
| Matsumoto Yamaga FC | Hiroshi Nanami                        |
| AC Nagano Parceiro  | Yūki Stalph                           |
| Kataller Toyama     | Nobuhiro Ishizaki → Michiharu Otagiri |
| Fujieda MYFC        | Daisuke Sudō                          |
| Azul Claro Numazu   | Masataka Imai → Kazuhito Mochizuki    |
| FC Gifu             | Toshiya Miura → Yūji Yokoyama         |
| Gainare Tottori     | Kim Jong-song                         |
| Kamatamare Sanuki   | Toshihiro Nishimura                   |
| Ehime FC            | Kiyotaka Ishimaru                     |
| FC Imabari          | Kazuaki Hashikawa                     |
| Giravanz Kitakyushu | Kenichi Amano                         |
| Tegevajaro Miyazaki | Yasushi Takasaki                      |
| Kagoshima United FC | Naoto Ōtake                           |

## Spieler
| Verein              | Spieler |
| ------------------- | --- |
| Vanraure Hachinohe  | Kazuki Hattori (25/0), Aoi Sato (22/3), Kazuki Satō (17/1), Ryusei Shimodo (19/1), Shūya Akamatsu (10/1), Masanobu Komaki (24/1), Taichi Nakamura (10/0), Jun Arima (15/0), Takumi Shimada (28/1), Shōchi Niiyama (15/0), Kai Sasaki (17/1), Satoru Maruoka (3/1), Kōki Maezawa (8/0), Takeru Itakura (20/3), Daichi Kobayashi (10/0), Kōichi Miyao (24/1), Ryō Watanabe (27/1), Yūsei Kayanuma (31/3), Kazuma Tsuboi (6/0), Naoyuki Yamada (24/2), Tomoyuki Hirose (9/0), Kazuya Niwa (31/0), Shunsuke Ebata (10/0), Kosuke Takebe (6/0), Masashi Kokubun (25/1), Hayate Tsuta (9/0), Kōdai Fujii (22/1), Teppei Chikaishi (19/1), Ryūsei Nose (18/4), Yūki Aida (29/2) |
| Fukushima United FC | Makoto Kawanishi (20/0), Kazuki Dōhana (29/0), Hiroto Morooka (32/2), Hiroshi Yoshinaga (1/0), Jun’ya Takahashi (31/8), Kōta Mori (27/3), Hiroto Yukie (28/0), Kōsuke Tanaka (32/0), Yūta Nobe (31/3), Riku Hashimoto (32/5), Ryōta Kitamura (16/0), Satoshi Ōsugi (4/0), Kaito Yamamoto (30/0), Shōki Nagano (31/5), Hikaru Arai (30/3), Hideaki Arai (1/0), Naoya Seita (9/0), Hiroshi Omori (12/0), Keita Shiba (10/0), Ibrahim Junior Kuribara (13/1), Kento Awano (10/0), Hiroki Higuchi (24/2), Uheiji Uehata (23/0), Shun Ōbu (29/5), Seiji Tsutsumi (9/0), Simon (1/0) |
| Iwaki FC            | Kengo Tanaka (2/0), Riku Saga (34/5), Ryō Endō (20/2), Kyowaan Hoshi (13/0), Eiji Miyamoto (34/2), Reo Sugiyama (8/0), Masaru Hidaka (32/5), Shōta Suzuki (31/5), Kōtarō Arima (24/8), Ryo Arita (31/17), Daiki Yamaguchi (22/3), Rei Ieizumi (33/1), Genya Sekino (2/0), Kaina Tanimura (29/6), Shu Yoshizawa (17/1), Hiroto Iwabuchi (31/10), Sota Nagai (7/0), Daiki Sakata (20/0), Tetsuya Yonezawa (3/0), Tomoki Yoshida (3/1), Yuto Yamashita (34/0), Ryoma Itō (11/0), Wataru Kuromiya (1/0), Shuhei Shikano (12/0), Daigo Furukawa (22/3), Genki Egawa (19/0), Nagi Kawatani (4/0) |
| YSCC Yokohama       | Ryōsuke Sagawa (18/0), Minoru Hanafusa (28/0), Kei Munechika (25/0), Kento Dodate (31/0), Hiroto Miyauchi (24/0), Takuya Fujiwara (28/1), Yumemi Kanda (19/2), Akio Yoshida (29/0), Kazuya Ōizumi (4/0), Yūtarō Yanagi (32/1), Jorn Pedersen (3/0), Shuntarō Kawabe (26/5), Atsushi Kikutani (26/1), Han Yong-gi (5/0), Shunkun Tani (2/0), Onye Ogochukwu (3/0), Kanta Wada (10/0), Diego Taba (28/0), Ryōtarō Yamamoto (22/2), Daisuke Matsui (16/2), Tomoya Hayashi (23/6), Shunta Nishiyama (8/0), Tomoya Uemura (4/0), Ren Furuyama (1/0), Alexandre Hidaka (6/0), Kaito Nakamura (1/0), Shun Nakamura (1/0), Riku Furuyado (16/0), Yūsuke Nishiyama (5/1), Ryohei Wakizaka (22/1), Kyōsuke Hashimoto (9/0), Takumi Nagasawa (2/0), Ryō Ishii (14/0), Shuntarō Koga (18/1), Loris Tinelli (10/2) |
| SC Sagamihara       | Takahiro Shibasaki (5/0), Ryōsuke Tada (18/0), Yukuto Omoya (7/0), Hiroki Mizumoto (22/0), Yasumasa Kawasaki (2/0), Takahide Umebachi (5/0), Takayuki Funayama (33/4), Kensei Nakashima (23/0), Kensei Ukita (27/1), Jungo Fujimoto (31/4), Ryōma Ishida (28/1), Tsubasa Andō (33/4), Ryū Kawakami (25/0), Ryūya Fukushima (2/0), Tatsuya Shirai (13/0), Yūan Matsuhashi (20/4), Yūdai Fujiwara (23/1), Kazuaki Sasō (21/1), Kaoru Takayama (11/0), Jirō Kamata (16/1), Riku Tanaka (28/0), Kyōta Mochii (13/0), Daisuke Watabe (26/0), Leon Nozawa (7/1), Takumu Fujinuma (15/2), Shōgo Nakahara (30/1), Kentarō Kakoi (29/0), Takumi Kato (10/4), Kōdai Minoda (6/0), Keisuke Itō (2/1), Taira Maeda (1/0), Kosumo Fujino (1/0)                                                                     |
| Matsumoto Yamaga FC | Hayuma Tanaka (1/0), Akira Andō (13/0), Takayuki Mae (16/0), Riku Nakayama (8/1), Paulo Jun’ichi Tanaka (8/3), Yōta Shimokawa (32/1), Lucao (21/4), Michihiro Yasuda (5/0), Yūya Hashiuchi (13/0), Paulinho (27/0), Yūsuke Kikui (32/2), Tomohiko Murayama (1/0), Ren Komatsu (28/5), Takuma Hamasaki (8/0), Víctor (32/0), Shūsuke Yonehara (5/0), Ryō Toyama (30/6), Masaya Yoshida (2/0), Itsuki Enomoto (28/4), Kazuhiro Satō (28/0), Kaiga Murakoshi (5/0), Manato Yamada (3/0), Ayumu Yokoyama (29/11), Yūya Ōno (31/0), Taku Inafuku (13/0), Shoma Kanda (1/0), Shō Sumida (20/3), Taiki Miyabe (27/1), Mao Hamana (3/0), Kōjirō Shinohara (5/0), Ryūhei Yamamoto (7/0), Sora Tanaka (7/0), Masato Tokida (30/4), Takato Nonomura (16/0)                                                       |
| AC Nagano Parceiro  | Issei Ōuchi (27/0), Keita Yoshioka (17/1), Takuya Akiyama (25/0), Yūma Funabashi (11/0), Hayato Ikegaya (34/3), Hiroyuki Tsubokawa (27/1), Takuma Mizutani (31/2), Takuya Miyamoto (29/4), Kanta Makino (4/0), Hiroshi Azuma (25/0), Carlos Duke (31/2), Tsubasa Sano (14/0), Naoki Sanda (32/2), Masaki Miyasaka (29/1), Yūki Morikawa (33/3), Yūta Satō (33/2), Kazuki Yamaguchi (4/0), Hayate Sugii (27/0), Sōki Yatagai (3/0), Kakeru Suminaga (10/0), Reo Yamanaka (23/6), Ryōji Fujimori (21/3), Hinata Konishi (4/0), Kento Kawata (3/0), Daichi Inui (9/2), Kōki Harada (6/0), Hiroki Yamamoto (23/9), Kim Min-ho (5/0), Kōhei Takahashi (1/0) |
| Kataller Toyama     | Genki Yamada (26/0), Shōma Kamata (20/0), Ryūya Ōhata (27/0), Kazuma Takayama (3/0), Jun’ya Imase (11/1), Teppei Usui (25/1), Yōji Sasaki (17/0), Shunta Takahashi (33/2), Yōhei Ōno (19/7), Matheus Leiria (21/6), Luís Henrique (3/0), Naoto Andō (31/4), Daichi Matsuoka (20/1), Hiroya Sueki (29/1), Yūya Himeno (23/2), Shōta Kawanishi (29/7), Daiki Yagishita (11/0), Musashi Ōyama (10/2), Yōhei Nishibe (5/0), Nobuyuki Shiina (20/2), Makoto Rindō (34/8), Yūma Matsumoto (26/0), Shosaku Yasumitsu (4/0), Kyosuke Kamiyama (19/2), Tsubasa Yoshihira (22/6), Sōsuke Shibata (7/0), Arthur Silva (19/2), Kazuki Saitō (3/0), Gabriel Henrique (5/0), Takuma Shikayama (7/1) |
| Fujieda MYFC        | Nobuyuki Kawashima (31/1), Shōta Suzuki (30/0), Takashi Akiyama (24/1), Yūdai Iwama (1/0), Keisuke Ogasawara (32/1), Jun Suzuki (33/2), Ryōta Iwabuchi (27/6), Tsugutoshi Ōishi (5/0), Yūki Oshitani (16/3), Tomoyuki Doi (17/4), Ren Shibamoto (9/0), Masahiko Sugita (27/4), Kaito Kamiya (22/1), Taisuke Mizuno (30/3), Naoto Miki (11/0), Takato Nakai (9/0), Ryōsuke Hisadomi (8/0), Hayato Nukui (5/0), Tōjirō Kubo (30/10), Akiyuki Yokoyama (31/13), Keigo Enomoto (34/4), Kōki Matsumura (23/1), Shōhei Kawakami (23/0), Kei Uchiyama (34/0), Ryō Watanabe (17/3), Masaki Kaneura (4/0) |
| Azul Claro Numazu   | Masataka Nomura (9/0), Tomoki Fujisaki (27/2), Tatsuya Anzai (34/1), Akira Ōsako (21/0), Ryōma Kita (28/2), Kōsei Uryū (33/2), Kenshirō Suzuki (26/1), Ryō Watanabe (15/3), Kazuki Someya (12/1), Yuya Tsukegi (20/0), Kōtarō Tokunaga (26/1), Takuya Sugai (28/1), Noah Kenshin Browne (29/2), Tomoyuki Maekawa (3/1), Naoki Satō (28/5), Yuma Mori (22/1), Terukazu Shinozaki (22/0), Teruyoshi Itō (4/0), Hadi Fayyadh (3/0), Kōki Inoue (2/1), Taiga Sugimoto (5/0), Kazuki Kijima (26/0), Haruki Toyama (16/1), Bùi Ngọc Long (2/0), Takumi Hama (29/1), Hiromu Musha (25/0), Keigo Iwasaki (3/0) |
| FC Gifu             | Freire (15/0), Stevia Egbus Mikuni (4/0), Wataru Hashimoto (10/0), Henik (17/0), Kazuya Okamura (18/0), Tōma Murata (18/0), Ryō Kubota (31/4), Hirofumi Yamauchi (21/3), Yoshihiro Shōji (32/1), Ryōhei Yoshihama (13/0), Takuya Honda (9/0), Jun’ya Tanaka (24/3), Yūta Togashi (13/1), Takumi Fujitani (23/0), Kōhei Hattori (18/0), Kazushige Kirihata (19/0), Takuya Matsumoto (12/0), Tetsuya Funatsu (11/0), Ryōtarō Ōnishi (8/1), Yoshiatsu Oiji (14/0), Arata Koyama (10/0), Natsu Motoishi (2/0), Ayumu Matsumoto (8/1), Tomoya Ugajin (30/3), Ōno Chol-hwan (3/0), Akira Yamauchi (4/0), Kōsuke Fujioka (32/16), Junki Hata (24/3), Yōsuke Kashiwagi (18/0), Daisuke Kikuchi (20/2), Charles Nduka (27/2), Daisuke Ishizu (21/2)                                                            |
| Gainare Tottori     | Yūsuke Ishida (21/0), Kōsuke Masutani (19/0), Jun’ya Suzuki (29/1), Taiki Arai (31/4), Ryōsuke Tamura (27/5), Kazuya Andō (9/0), Yūya Taguchi (28/4), Hiroto Sese (31/0), Yū Ōkubo (11/5), Ken Tajiri (24/0), Naoya Uozato (28/0), Kosuke Chiku (10/0), Kōki Ishii (18/2), Naoya Senoo (19/3), Daichi Ishikawa (33/15), Takeru Kiyonaga (18/3), Hideatsu Ozawa (12/0), Yūshi Nagashima (9/1), Shuri Koyama (1/0), Hibiki Nagai (21/0), Kei Sakamoto (3/0), Mun In-ju (15/1), Sota Maruyama (26/0), Meguru Odagaki (6/1), Riku Kobayashi (2/0), Ryusei Takao (15/2), Takumi Baba (5/0), Kōshirō Itohara (11/0), Ryūji Sawakami (30/7) |
| Kamatamare Sanuki   | Takuya Takahashi (32/0), Takaharu Nishino (22/1), Naoya Matsumoto (16/0), Mizuki Uchida (25/1), Takumi Komatsu (9/0), Hayato Hasegawa (28/1), Masataka Nishimoto (28/2), Yūga Watanabe (22/0), Ikki Kawasaki (29/2), Kōhei Matsumoto (32/9), Kentarō Shigematsu (20/1), Wataru Sasaki (7/1), Kazuki Iwamoto (7/0), Kenta Watanabe (2/0), Takuma Gotō (28/2), Kakeru Aoto (23/3), Ismael Dunga (4/0), Taiyō Shimokawa (18/0), Kanta Usui (17/0), Ryōto Kamiya (5/0), Yūsuke Yoshii (13/0), Eugene Fukui (4/0), Shōya Koyama (14/0), Taiyō Namazuta (12/0), Shunta Nakamura (24/1), Keisuke Tao (17/0), Keitaro Iyori (16/0), Tomoya Takeshita (1/0), Gen’ichi Endō (34/2), Gentaro Yoshida (14/0), Yūshi Mizobuchi (5/0)                                                                               |
| Ehime FC            | Kenta Tokushige (33/0), Daisei Suzuki (27/1), Taishi Nishioka (5/0), Naoki Kuriyama (24/1), Takanori Maeno (10/0), Takumi Sasaki (28/4), Shigeru Yokotani (25/3), Kyōji Kutsuna (12/0), Ryōsuke Maeda (11/0), Motoki Ohara (30/4), Takashi Kondō (29/4), Makito Yoshida (8/3), Kei Ōshiro (13/0), Hiroto Tanaka (24/2), Shunsuke Motegi (28/2), Kōhei Shin (15/2), Asahi Yada (27/2), Riki Matsuda (29/8), Shūma Mihara (25/3), Ryō Satō (18/1), Toshiya Takagi (26/1), Sora Ogawa (13/1), Shūgo Tsuji (1/0), Reiya Morishita (22/2), Kenta Uchida (10/0), Ryōta Moriwaki (8/0), Toki Yukutomo (6/3), Tomoya Ōsawa (23/3) |
| FC Imabari          | Tomohito Shūgyō (6/0), Kōhei Tomita (28/1), Yūichi Komano (17/0), Noriki Fuke (1/0), Tomoya Andō (29/6), Kazuki Okayama (16/0), Takafumi Yamada (31/4), Takuya Shimamura (22/0), Takatora Kondō (27/4), Shō Fukuda (12/0), Ralf Seuntjens (3/1), Ryōta Ichihara (2/0), Kazaki Nakagawa (33/12), Seigō Takei (11/0), Haruhiko Takimoto (4/0), Mohamed Adam (2/0), Park Su-bin (9/0), Riki Sato (1/0), Shū Mogi (20/0), Takurō Uehara (30/1), Wakaba Shimoguchi (24/0), Keishi Kusumi (32/0), Taisei Takase (25/2), Misaki Haruyama (3/0), Haruki Matsui (1/0), Ryōya Iizumi (21/0), Kanta Chiba (22/12), Shinji Okada (4/0), Indio (29/9), Jun’ya Hosokawa (3/0), Hikaru Umakoshi (1/0), Wataru Noguchi (16/0), Filip Piszczek (5/0), Hayato Teruyama (22/1), Yūta Mikado (16/1)                       |
| Giravanz Kitakyushu | Kenshin Yoshimaru (12/0), Takashi Kawano (30/0), Takeaki Hommura (20/0), Yasufumi Nishimura (27/1), Ryō Satō (33/8), Mitsunari Musaka (21/0), Zen Cardona (11/1), Yūya Takazawa (19/7), Yūdai Nagano (19/0), Taiga Maekawa (31/3), Yōsuke Kamigata (26/4), Ryuki Hirahara (1/0), Takeaki Harigaya (21/0), Yūki Nakayama (29/3), Shun Hirayama (17/4), Kōki Hasegawa (3/0), Daiki Gotō (1/0), Takuya Nagata (23/2), Kōtarō Fujiwara (22/0), Hiroki Maeda (15/0), Nobuki Iketaka (27/2), Bunta Ino (5/0), Yūya Tanaka (5/0), Takaya Inui (27/0), Kotarō Fujikawa (29/5), Yūki Katō (17/0), Daiki Nakashio (8/0), Sō Fujitani (34/0) |
| Tegevajaro Miyazaki | Kenta Ishii (9/0), Ikiru Aoyama (13/0), Kenji Dai (29/0), Shūhei Takizawa (8/0), Kō Watahiki (17/0), Kenta Ōkuma (25/2), Kazuki Chibu (28/0), Tatsuya Onodera (7/0), Masato Kudō (21/3), Yūdai Tokunaga (32/2), Keigo Hashimoto (26/5), Tomoya Kitamura (28/3), Ryoma Eguchi (17/0), Hirotaka Uchizono (14/0), Yudai Okuda (22/3), Masaki Ogawa (6/1), Yūta Shimozawa (26/3), Takuma Sonoda (29/6), Megumu Nishida (21/0), Rai Shimizu (5/0), Jumpei Tanaka (3/1), Sōta Satō (8/0), Ryota Kamino (10/0), Kazuki Takahashi (20/0), Tsuyoshi Fujitake (16/0), Yūki Okada (23/14), Makoto Mimura (10/0), Hiroki Okuda (12/0), Shunsuke Ueda (22/0), Kaili Shimbo (27/1) |
| Kagoshima United FC | Ken’ya Onodera (10/2), Weslley (5/0), Kenta Hirose (30/3), Atsuki Satsukawa (31/3), Taku Ushinohama (21/0), Kōki Arita (34/15), Frank Romero (30/8), Junki Goryō (31/3), Hiroya Nodake (18/0), Eisuke Watanabe (26/0), Yūto Kide (15/2), Kōta Hoshi (26/0), Mikuto Fukuda (7/0), Shunsuke Yamamoto (31/2), Masayoshi Endo (23/0), Kōhei Hattanda (3/0), Shōsei Okamoto (22/0), Kazuya Sunamori (8/0), Jin Hanato (10/1), Takumi Yamaguchi (2/0), Yūji Kimura (33/0), Fūma Shirasaka (34/0), Shūto Nakahara (28/2), Rei Yonezawa (26/12), Shintarō Ihara (16/0) |

## Statistiken

### Tabelle
| Pl.                    | Verein                  | Sp. | S  | U  | N  | Tore    | Diff. | Punkte |
| ---------------------- | ----------------------- | --- | -- | -- | -- | ------- | ----- | ------ |
| 1.                     | Iwaki FC (N)            | 34  | 23 | 7  | 4  | 072:230 | +49   | 76     |
| 2.                     | Fujieda MYFC            | 34  | 20 | 7  | 7  | 058:290 | +29   | 67     |
| 3.                     | Kagoshima United FC     | 34  | 21 | 3  | 10 | 055:390 | +16   | 66     |
| 4.                     | Matsumoto Yamaga (A)    | 34  | 20 | 6  | 8  | 046:330 | +13   | 66     |
| 5.                     | FC Imabari              | 34  | 18 | 6  | 10 | 055:400 | +15   | 60     |
| 6.                     | Kataller Toyama         | 34  | 19 | 3  | 12 | 055:480 | +7    | 60     |
| 7.                     | Ehime FC (A)            | 34  | 14 | 10 | 10 | 051:410 | +10   | 52     |
| 8.                     | AC Nagano Parceiro      | 34  | 14 | 10 | 10 | 042:410 | +1    | 52     |
| 9.                     | Tegevajaro Miyazaki     | 34  | 12 | 10 | 12 | 045:470 | −2    | 46     |
| 10.                    | Vanraure Hachinohe      | 34  | 14 | 1  | 19 | 032:460 | −14   | 43     |
| 11.                    | Fukushima United FC     | 33  | 11 | 9  | 13 | 037:420 | −5    | 42     |
| 12.                    | Gainare Tottori         | 34  | 12 | 5  | 17 | 055:560 | −1    | 41     |
| 13.                    | Giravanz Kitakyūshū (A) | 34  | 11 | 7  | 16 | 041:450 | −4    | 40     |
| 14.                    | FC Gifu                 | 34  | 10 | 7  | 17 | 043:530 | −10   | 37     |
| 15.                    | Azul Claro Numazu       | 34  | 8  | 7  | 19 | 027:460 | −19   | 31     |
| 16.                    | YSCC Yokohama           | 34  | 8  | 4  | 22 | 025:660 | −41   | 28     |
| 17.                    | Kamatamare Sanuki       | 34  | 6  | 9  | 19 | 027:490 | −22   | 27     |
| 18.                    | SC Sagamihara (A)       | 34  | 6  | 7  | 21 | 031:500 | −19   | 25     |
| Stand: Ende der Saison |                         |     |    |    |    |         |       |        |

| Zum Saisonende 2022:           |                                                                                                  |
| Aufstieg in die J2 League 2023 |                                                                                                  |
| Zum Saisonende 2021:           |                                                                                                  |
| (A)                            | Absteiger aus der J2 League 2021: SC Sagamihara, Ehime FC, Giravanz Kitakyūshū, Matsumoto Yamaga |
| (N)                            | Aufsteiger aus der Japan Football League 2021: Iwaki FC                                          |

### Kreuztabelle
Die Kreuztabelle stellt die Ergebnisse aller Spiele der Saison dar. Die Heimmannschaft ist in der linken Spalte, die Gastmannschaft in der oberen Zeile aufgelistet.
|                     | VH                     | FU  | IF  | YS  | SS  | NP  | MY  |     | FM  | AC  |     | GT  | KS  | FI  |     | GK  | TM  | KU  |
| ------------------- | ---------------------- | --- | --- | --- | --- | --- | --- | --- | --- | --- | --- | --- | --- | --- | --- | --- | --- | --- |
| Vanraure Hachinohe  |                        | 1:0 | 0:5 | 0:1 | 2:1 | 3:1 | 0:1 | 2:1 | 1:0 | 0:2 | 3:1 | 0:3 | 1:2 | 2:1 | 1:0 | 1:0 | 1:2 | 0:1 |
| Fukushima United FC | 1:0                    |     | 0:1 | 2:1 | 1:0 | 1:1 | 0:1 | 1:1 | 0:6 | 2:0 | 0:1 | 3:2 | 0:2 | 1:1 | 0:3 | 2:1 | 0:0 | 1:1 |
| Iwaki FC            | 3:1                    | 4:1 |     | 1:1 | 1:0 | 1:0 | 0:0 | 1:1 | 2:2 | 4:0 | 2:1 | 2:0 | 4:1 | 0:1 | 2:1 | 2:2 | 2:0 | 3:0 |
| YSCC Yokohama       | 3:1                    | 2:0 | 0:6 |     | 0:4 | 0:1 | 1:2 | 1:2 | 0:3 | 4:2 | 0:0 | 0:4 | 0:0 | 2:1 | 0:1 | 1:0 | 0:4 | 0:1 |
| SC Sagamihara       | 0:2                    | 1:3 | 1:2 | 0:0 |     | 1:2 | 1:4 | 0:1 | 0:1 | 1:0 | 0:0 | 2:2 | 0:1 | 0:2 | 2:3 | 3:2 | 2:1 | 0:1 |
| AC Nagano Parceiro  | 2:1                    | 0:1 | 0:4 | 2:1 | 3:1 |     | 0:0 | 1:0 | 0:0 | 2:1 | 2:2 | 1:2 | 3:1 | 1:1 | 1:1 | 1:0 | 3:2 | 2:1 |
| Matsumoto Yamaga    | 0:1                    | 1:0 | 2:1 | 0:1 | 1:0 | 2:1 |     | 1:0 | 2:0 | 1:0 | 2:1 | 2:1 | 1:0 | 2:1 | 2:1 | 0:0 | 2:2 | 1:2 |
| Kataller Toyama     | 2:1                    | 3:2 | 1:1 | 5:1 | 1:0 | 1:0 | 4:3 |     | 1:4 | 1:0 | 1:3 | 3:2 | 1:0 | 2:3 | 2:1 | 1:2 | 2:1 | 2:4 |
| Fujieda MYFC        | 2:0                    | 3:1 | 0:3 | 4:1 | 1:0 | 1:1 | 1:0 | 0:2 |     | 3:1 | 4:3 | 3:0 | 1:0 | 1:2 | 2:0 | 3:1 | 1:1 | 2:1 |
| Azul Claro Numazu   | 1:2                    | 0:5 | 0:4 | 2:1 | 1:1 | 1:0 | 0:0 | 1:0 | 0:0 |     | 2:0 | 3:0 | 1:0 | 0:1 | 1:1 | 4:0 | 1:2 | 0:1 |
| FC Gifu             | 0:0                    | 1:1 | 1:2 | 3:0 | 2:0 | 1:1 | 1:3 | 1:3 | 0:3 | 2:1 |     | 3:0 | 2:1 | 0:5 | 3:0 | 1:2 | 1:2 | 2:1 |
| Gainare Tottori     | 0:1                    | 0:4 | 1:3 | 3:0 | 2:2 | 0:1 | 0:0 | 3:0 | 1:1 | 3:0 | 4:0 |     | 3:0 | 1:1 | 1:2 | 1:2 | 2:0 | 6:0 |
| Kamatamare Sanuki   | 0:1                    | 0:0 | 1:2 | 1:0 | 2:2 | 1:0 | 1:2 | 0:4 | 1:1 | 0:0 | 2:1 | 4:1 |     | 0:1 | 0:2 | 2:2 | 1:1 | 0:4 |
| FC Imabari          | 1:0                    | 0:1 | 1:0 | 5:2 | 1:3 | 3:3 | 1:2 | 2:1 | 1:0 | 0:0 | 1:0 | 3:0 | 2:1 |     | 2:0 | 2:3 | 0:0 | 0:1 |
| Ehime FC            | 3:1                    | 0:0 | 1:2 | 2:0 | 2:1 | 2:2 | 3:2 | 1:2 | 0:1 | 1:1 | 1:1 | 7:2 | 1:1 | 3:2 |     | 1:1 | 2:0 | 1:0 |
| Giravanz Kitakyūshū | 2:1                    | 1:1 | 0:1 | 0:1 | 3:1 | 0:2 | 0:1 | 1:2 | 0:1 | 1:0 | 2:1 | 2:3 | 1:0 | 3:0 | 0:0 |     | 4:0 | 1:2 |
| Tegevajaro Miyazaki | 2:0                    | 4:1 | 1:0 | 1:0 | 0:0 | 1:0 | 4:1 | 0:1 | 1:3 | 2:1 | 1:4 | 0:2 | 0:0 | 2:3 | 3:3 | 2:2 |     | 1:1 |
| Kagoshima United FC | 2:1                    | 2:1 | 1:1 | 3:0 | 0:1 | 4:1 | 4:2 | 4:1 | 2:0 | 1:0 | 1:0 | 1:0 | 3:2 | 3:4 | 0:1 | 1:0 | 1:2 |     |
|                     | Stand: Ende der Saison |     |     |     |     |     |     |     |     |     |     |     |     |     |     |     |     |     |

### Torschützen
| Platz                  | Name             | Mannschaft          | Tore |
| ---------------------- | ---------------- | ------------------- | ---- |
| 1.                     | Ryo Arita        | Iwaki FC            | 17   |
| 2.                     | Kōsuke Fujioka   | FC Gifu             | 16   |
| 3.                     | Kōki Arita       | Kagoshima United FC | 15   |
| 3.                     | Daichi Ishikawa  | Gainare Tottori     | 15   |
| 5.                     | Yūki Okada       | Tegevajaro Miyazaki | 14   |
| 6.                     | Akiyuki Yokoyama | Fujieda MYFC        | 13   |
| 7.                     | Kazaki Nakagawa  | FC Imabari          | 12   |
| 7.                     | Kanta Chiba      | FC Imabari          | 12   |
| 7.                     | Rei Yonezawa     | Kagoshima United FC | 12   |
| 10.                    | Ayumu Yokohama   | Matsumoto Yamaga FC | 11   |
| Stand: Saisonende 2022 |                  |                     |      |